# Fläckörn
Fläckörn (Hieraaetus ayresii) är en fågel i familjen hökar inom ordningen hökfåglar.

## Utseende och läte
Fläckörnen är en svartvit liten men kompakt örn med antydan till huvudtofs. Ovansdian är svart med kraftiga svarta teckningar på undersidan och jämnt på undersidan av vingen. Lätet beskrivs i engelsk litteratur som ett högljutt upprepat "kwee-ya".

## Utbredning och systematik
Fläckörnen förekommer i Afrika söder om Sahara. Den behandlas som monotypisk, det vill säga att den inte delas in i några underarter.

## Levnadssätt
Fläckörnen hittas i tät skogsmark. Den ses ofta kretsflyga. 

## Status och hot
Världspopulationen av ayresörn uppskattas till endast 1 000 till 10 000 individer, men utvecklingen är stabil och utredningsområdet stort. Utifrån dessa kriterier kategoriserar IUCN arten som livskraftig (LC).

## Namn
Fågelns vetenskapliga namn hedrar den sydafrikanska ornitologen Thomas Ayres.

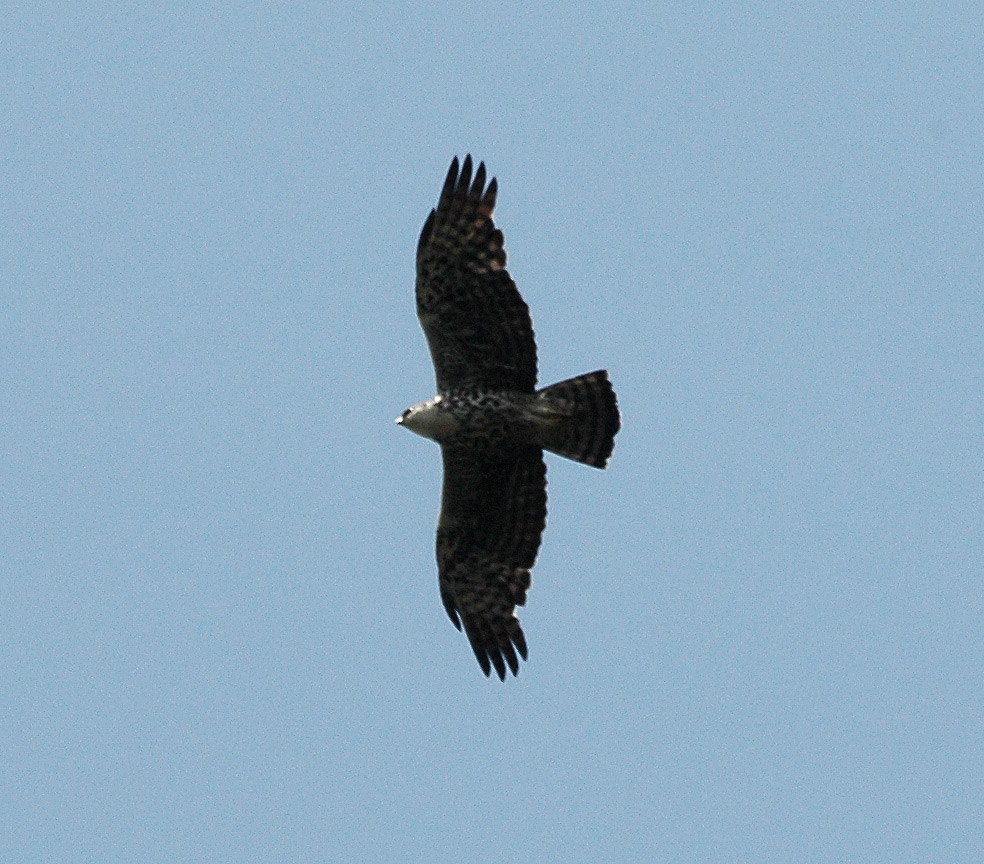